# Đậu bắp
Đậu bắp còn có các tên khác bắp còi, cà bắp, ở Gò Công gọi là Bắp Tây và gôm (danh pháp hai phần: Abelmoschus esculentus), còn được biết đến ở các quốc gia nói tiếng Anh (English-speaking countries) là móng tay phụ nữ (ladies' fingers). Đây là một loài thực vật có hoa có giá trị vì quả non ăn được. Loài này là cây một năm hoặc nhiều năm, cao tới 2,5 m. Lá dài và rộng khoảng 10–20 cm, xẻ thùy chân vịt với 5–7 thùy. Hoa đường kính 4–8 cm, với 5 cánh hoa màu trắng hay vàng, thường có các đốm đỏ hay tía tại phần gốc mỗi cánh hoa. Quả là dạng quả nang dài tới 20 cm, chứa nhiều hạt.

## Từ nguyên, nguồn gốc, phân bố
Tên gọi của đậu bắp trong một số ngôn ngữ phương Tây, như tiếng Anh là "okra" có nguồn gốc Tây Phi và nó là cùng nguồn gốc với "ọ́kụ̀rụ̀" trong tiếng Igbo, một ngôn ngữ được sử dụng trong khu vực ngày nay là Nigeria. Trong các ngôn ngữ hệ Bantu, đậu bắp được gọi là "kingombo" hay các biến thể của nó, và đây là nguồn gốc của tên gọi cho đậu bắp trong tiếng Bồ Đào Nha, tiếng Tây Ban Nha và tiếng Pháp. Tên gọi trong tiếng Ả Rập "bāmyah" là cơ sở của các tên gọi dành cho đậu bắp tại Trung Đông, Balkan, Thổ Nhĩ Kỳ, Bắc Phi và Nga. Tại Nam Á, tên gọi của nó là các dạng biến thái của từ "bhindi".
Đậu bắp đôi khi được gọi theo tên khoa học cũ là Hibiscus esculentus L. Loài này dường như có nguồn gốc từ vùng cao nguyên Ethiopia, mặc dù sự bắt nguồn và phát nguyên từ đây là không có tài liệu nào ghi chép cả. Người Ai Cập và người Moor trong thế kỷ 12 và 13 sử dụng tên gọi trong tiếng Ả Rập để chỉ loài cây này, gợi ý rằng nó đến từ phía đông. Loài thực vật này vì thế có thể đã được đem xuyên qua Hồng Hải bằng con đường qua eo biển Bab-el-Mandeb để tới bán đảo Ả Rập, hơn là bằng con đường phía bắc qua Sahara. Một trong những ghi chép sớm nhất là của Ibn Jubayr (1145-1217), một người Moor Tây Ban Nha, người đã tới Ai Cập vào năm 1216 và miêu tả loài cây này được dân cư địa phương gieo trồng và sử dụng các quả non trong các bữa ăn.
Từ bán đảo Ả Rập, loài cây này đã được phổ biến tới các vùng ven Địa Trung Hải và về phía đông. Việc thiếu từ để chỉ đậu bắp trong các ngôn ngữ cổ ở Ấn Độ cho thấy rằng nó chỉ xuất hiện ở đây kể từ khi bắt đầu Công Nguyên. Nó được đưa tới châu Mỹ bằng các tàu chuyên chở trong buôn bán nô lệ xuyên Đại Tây Dương vào khoảng những năm thập niên 1650, do vào năm 1658 sự hiện diện của nó tại Brasil đã được ghi nhận. Nó được ghi chép là có tại Surinam năm 1686. Đậu bắp có lẽ được đưa vào đông nam Bắc Mỹ đầu thế kỷ 18 và dần dần được phổ biến tại đây. Nó được trồng xa về phía bắc tới Philadelphia vào năm 1748, trong khi Thomas Jefferson ghi chép rằng nó có mặt một cách vững chắc tại Virginia vào năm 1781. Nó là phổ biến tại miền nam Hoa Kỳ vào khoảng năm 1800 và lần đầu tiên được nhắc tới với các giống cây trồng khác nhau vào năm 1806.

## Sử dụng
Abelmoschus esculentus được gieo trồng trong các khu vực nhiệt đới và ôn đới ấm của thế giới để lấy quả có xơ, chứa nhiều hạt tròn màu trắng. Quả được thu hoạch khi còn non và ăn như là một loại rau.

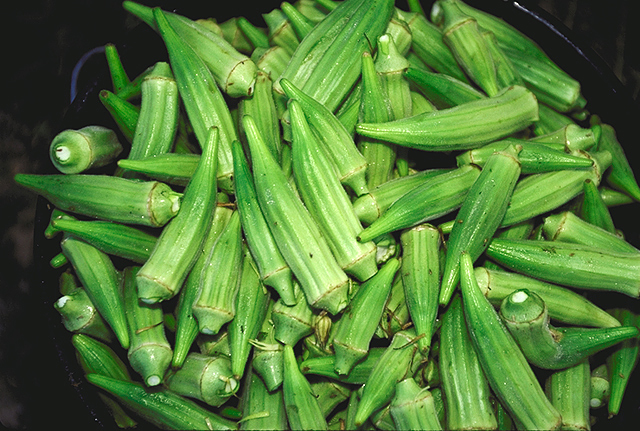
Quả đậu bắp được dùng như rau

Tại Iran, Ai Cập, Liban, Israel, Jordan, Iraq, Hy Lạp, Thổ Nhĩ Kỳ và các khu vực khác ở miền đông Địa Trung Hải, đậu bắp được sử dụng trong các món hầm đặc với rau và thịt. Trong ẩm thực Ấn Độ, nó được chiên áp chảo hay thêm vào trong các món ăn chế biến trên nền tảng nước xốt thịt và là rất phổ biến tại Nam Ấn. Nó cũng trở thành một loại rau ăn phổ biến trong ẩm thực Nhật Bản vào cuối thế kỷ 20, được dùng cùng xì dầu và katsuobushi hay với tempura. Nó cũng được sử dụng trong vai trò của chất làm đặc trong món xúp mướp tây Charleston. Đậu bắp chiên khô kẹp bánh mì được ăn tại miền nam Hoa Kỳ. Quả non cũng có thể làm dưa.
Lá non của đậu bắp cũng có thể chế biến tương tự như lá non của của cải đường hay bồ công anh. Lá cũng được ăn sống trong các món xà lách. Hạt đậu bắp có thể đem rang và xay ra để làm "cà phê không caffein". Khi việc nhập khẩu bị gián đoạn do Nội chiến Mỹ năm 1861, Austin State Gazette thông báo rằng "Một mẫu Anh đậu bắp sẽ sản xuất hạt đủ để cung cấp cho việc gieo trồng của 50 người da đen với cà phê về mọi mặt là tương đương với cà phê nhập khẩu từ Rio.".
Đậu bắp tạo thành một phần của một vài món ăn đặc trưng trong một số khu vực. Frango com quiabo (thịt gà với đậu bắp) là một món ăn trong ẩm thực Brasil, đặc biệt nổi tiếng trong khu vực Minas Gerais. Xúp mướp tây (gumbo), một món thịt hầm với thành phần là đậu bắp, khá phổ biến tại khu vực ven vịnh Mexico của Hoa Kỳ. Từ "gumbo" có nguồn gốc từ tiếng Bantu để chỉ đậu bắp ("kigombo"), thông qua tiếng Tây Ban Nha ở vùng Caribe "guingambó" hay "qimbombó". Nó cũng là thành phần chế biến ra món callaloo, một món ăn vùng Caribe và là món ăn quốc gia của Trinidad & Tobago.
Dầu đậu bắp được sản xuất bằng cách ép hạt đậu bắp. Loại dầu ăn với màu vàng lục này có hương vị dễ chịu, và chứa nhiều chất béo chưa no như axít oleic và axít linoleic. Hàm lượng dầu trong hạt là khá cao (khoảng 40%). Sản lượng dầu thu hoạch từ đậu bắp cũng khá cao, với năng suất 794 kg/ha thì chỉ có hướng dương là vượt được nó.
Các phần không nói rõ của cây đậu bắp cũng được coi là có tính lợi tiểu

## Gieo trồng

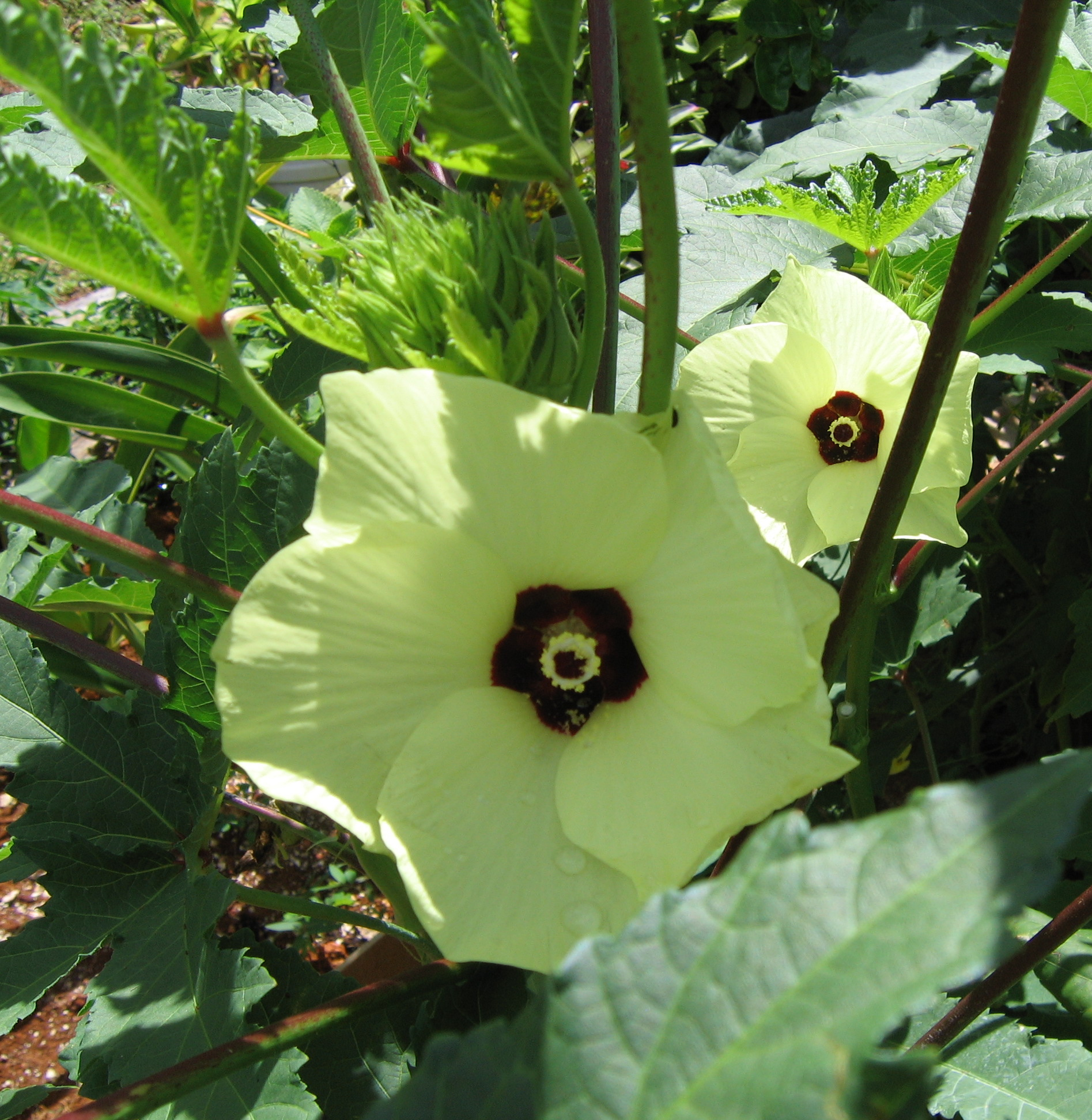
Hoa đậu bắp có màu từ trắng tới vàng

Abelmoschus esculentus là một loài cây chịu nóng bức và khô hạn tốt. Nó cũng sống được trong các loại đất nghèo dinh dưỡng với lớp đất sét dày và sự ẩm ướt không liên tục. Tuy nhiên, sương giá có thể gây tổn hại cho quả đậu bắp.Nó là cây trồng một năm tại Mỹ.
Trong gieo trồng, hạt được ngâm nước qua đêm trước khi gieo ở độ sâu 1–2 cm. Hạt nảy mầm trong phạm vi 6 ngày (hạt ngâm nước) tới 3 tuần. Cây non cần nhiều nước. Quả nhanh chóng có xơ và hóa gỗ nên cần thu hoạch trong phạm vi 1 tuần kể từ khi được thụ phấn để có thể ăn được.
Quả đậu bắp là dạng có chứa các tế bào nhớt, vì vậy khi chế biến thường đem nướng lên hoặc chế biến cùng các loại thực phẩm có vị chua, như chanh hay cà chua.